# Yeşilyuva, Acıpayam
Yeşilyuva là một thị trấn thuộc huyện Acıpayam, tỉnh Denizli, Thổ Nhĩ Kỳ. Dân số thời điểm năm 2010 là 5.229 người.